# Leave Me Alone (singel The Veronicas)
"Leave Me Alone" – pop-rockowa piosenka z debiutanckiego albumu The Secret Life of... (2005) australijskiego zespołu The Veronicas. Utwór jest 5. singlem z tego albumu.
Singel zadebiutował na pozycji 70. australijskiej listy ARIA Charts, po czym dotarł na pozycję #41.